# Roztoka Mała
Roztoka Mała (alt. Rostoka Mała) – dawna wieś w województwie małopolskim, w powiecie nowosądeckim w gminie Łabowa. Leżała w dolinie powyżej Składzistego, niedyś liczyła 70 zagród. Dziś w miejscu dawnej wsi są tylko pastwiska i kapliczki. Obecnie jest to niezamieszkana część wsi Składziste. Do Roztoki Małej należała niegdyś stroma Hala Roztocka.
Roztoka Mała stanowiła do 1934 gminę jednostkową w powiecie nowosądeckim w województwie krakowskim; 1 sierpnia 1934 stała się gromadą nowo utworzonej zbiorowej gminy Nawojowa, wraz z miejscowościami Barnowiec, Bącza-Kunina, Czaczów, Frycowa, Homrzyska, Łazy Biegonickie, Łęg-Kamionka, Maciejowa, Myślec, Nawojowa, Popardowa, Poręba Mała, Rybień, Składziste, Złotne i Żeleźnikowa.
Wieś zlikwidowano w 1947 roku, jednak jako jednostka terytorialna gromada Roztoka Mała przetrwała dłużej. W 1952 roku stanowiła jedną z 15 gromad gminy Nawojowa. W związku z reformą znoszącą gminy jesienią 1954 roku, Roztoka Mała weszła w skład gromady Łabowa.